# Gibanje
Gibanje je osnovni pojam u klasičnoj mehanici, određen (definiran) kao promjena položaja tijela u odnosu na neki sustav (referentni sustav) tijekom vremena. Gibanjem čestica (molekula, atoma, subatomskih čestica) bavi se fizika u širem smislu. Dvije su osnovne vrste gibanja translacija ili pravocrtno gibanje (mijenjanje položaja bez promjene orijentacije) i rotacija (vrtnja tijela). Promjena položaja točke tijela u vremenu jest brzina, a promjena kuta zakreta u vremenu kod vrtnje tijela oko osi jest kutna brzina. Važnija su gibanja oscilatorna (titranje), gibanje valova i toplinska (termička) gibanja (oscilacije rešetke, Brownovo gibanje). Uz gibanje tijela, odnosno čestice, vezani su pojmovi kinetičke energije, količine gibanja i momenta količine gibanja (kinetički moment). Te se veličine mijenjaju samo pod djelovanjem sila. Prenošenje zvučnih valova također predstavlja gibanje s prijenosom energije i impulsa, a toplinskim gibanjem prenosi se toplinska energija.
- gibanje – promjena položaja tijela u odnosu na drugo tijelo
- s obzirom na putanju, gibanje se dijeli na:
  - pravocrtno
  - krivocrtno
- put – udaljenost koju tijelo prijeđe pri gibanju
- s – put
  - osnovna mjerna jedinica – 1 m
    - 1 m = 10 dm
    - 1 m = 100 cm
    - 1 m = 1000 mm
    - 1 km = 1000 m

  - Δs – dio puta, interval puta
- t – vrijeme
  - osnovna mjerna jedinica – 1 s
  - Δt – dio vremena, vremenski interval
    - 1 h = 60 min
    - 1 min = 60 s
    - 1 h = 3600 s
- v – brzina
  - osnovna mjerna jedinica m/s
- s obzirom na brzinu, gibanje se dijeli na:
  - jednoliko
  - nejednoliko

## Gibanje točke
Gibanje točke može se odrediti kao mijenjanje njezina položaja tijekom vremena. Ono je u cijelosti opisano ako u svakom trenutku znamo odrediti položaj točke. Matematički se položaj točke opisuje pomoću njezinih koordinata, na primjer x(t), y(t) i z(t) u pravokutnom Kartezijevom koordinatnom sustavu. Te tri skalarne funkcije vremena možemo udružiti u jednu vektorsku funkciju, to jest koordinate točke možemo smatrati skalarnim komponentama vektora položaja te točke (radijvektora) {\displaystyle \scriptstyle {\vec {r}}(t)}.
Vektor položaja je usmjerena dužina kojoj je početak u ishodištu sustava a kraj (strelica) "prati" točku dok se giba. Koordinate i vektor položaja često se pišu bez eksplicitne oznake ovisnosti o vremenu, jer se ona kod gibanja i tako podrazumijeva.
I položaj i gibanje su relativne veličine, što znači da ovise o koordinatnom sustavu iz kojega se promatraju. Taj se sustav naziva referentnim sustavom.
Krivulja po kojoj se točka giba naziva se putanjom ili trajektorijom, a koordinate točke kao funkcije vremena su parametarske jednadžbe te krivulje. (U jednostavnijim udžbenicima te se funkcije ponekad nazivaju zakon puta, iako u fizici riječ zakon nije uobičajeno koristiti u tako trivijalnom značenju.) Duljina putanje koju točka prijeđe od nekog početnog trenutka (ili početnog položaja) do trenutka t naziva se pređeni put i obično označava kao s(t). Osim pređenog puta, iz vektora položaja točke {\displaystyle \scriptstyle {\vec {r}}(t)} (tj. iz njezinih koordinata) mogu se odrediti i njezina brzina i ubrzanje.
Kod opisa gibanja često se koristi i pojam pomaka: to je vektorska veličina koja opisuje ukupnu promjenu položaja u nekom vremenskom intervalu. Vektor pomaka je usmjerena dužina koja "ide" iz položaja 1 (gdje se točka nalazila na početku intervala) do položaja 2 (kamo je točka stigla na kraju intervala). Obično se označava kao {\displaystyle \scriptstyle \Delta {\vec {r}}} jer ta oznaka eksplicitno pokazuje da se pomak dobiva oduzimanjem pripadnih vektora položaja: {\displaystyle \scriptstyle \Delta {\vec {r}}={\vec {r}}_{2}-{\vec {r}}_{1}}.
Gibanje tijela u cijelosti je opisano, ako znamo kako se giba svaka njegova točka. No, kod krutih tijela točke ne mogu mijenjati međusobnu udaljenost, pa je dovoljno opisati kako se mijenja vektor položaja {\displaystyle \scriptstyle {\vec {r}}(t)} samo jedne točke, te kako ostale točke eventualno rotiraju oko nje.
Obično se za tu točku odabire centar masa tijela.
Grana mehanike koja proučava samo gibanje tijela, bez razmatranja kako sile utječu na gibanje, se zove kinematika.
Radi boljeg razumijevanja gibanja i s njim povezanih pojmova, ovdje je izloženo nekoliko specifičnih slučajeva:
- Jednoliko gibanje po pravcu
- Jednoliko ubrzano gibanje po pravcu
- Slobodni pad
- Okomiti hitac
- Vodoravni hitac
- Jednoliko gibanje po kružnici
- Jednoliko ubrzano gibanje po kružnici